# Hiro Murai
Hiro Murai (geboren 1983 in Tokio) ist ein japanisch-amerikanischer Filmemacher aus Los Angeles. Zu seinen bekanntesten Werken gehören Musikvideos für Künstler wie Childish Gambino, Earl Sweatshirt, Chet Faker, Flying Lotus, David Guetta, St. Vincent, The Shins, The Fray, Bloc Party, Massive Attack und Queens of the Stone Age. Im Jahr 2013 drehte er den Kurzfilm Clapping for the Wrong Reasons, ein Begleitwerk zum zweiten Studioalbum von Childish Gambino, Because the Internet. Seit 2016 inszenierte er mehrere Episoden der Dramedy-Serie Atlanta und arbeitete dabei erneut mit Donald Glover alias Childish Gambino zusammen.

## Leben
Murai wurde 1983 in der japanischen Hauptstadt Tokio geboren. Sein Vater war Songwriter und Komponist und später Musikverleger. Seine Mutter war Hausfrau, die ihn früh bei seinem kreativen Schaffen unterstützte. Im Alter von neun Jahren zog er mit seiner Familie nach Los Angeles. Während seiner Middle- und High-School-Zeit filmte er mit Freunden bekannte Filme nach und besuchte einen Kurs zum Thema Videoproduktion. In Los Angeles schloss er später sein Studium an der USC School of Cinematic Arts ab.
Nach dem Studium arbeitete Murai als freier Kameramann für zahlreiche Musikvideos, VFX- und Storyboarding-Projekte, vor allem für den Filmemacher Ace Norton, den er auf der High School kennenlernte und der ihm seinen ersten Job gab, ein Stop-Motion-Video für die Band The Faint. Nach einiger Zeit begann Murai, Low-Budget-Videos zu drehen.
Sein erstes Musikvideo als Regisseur war 2006 Bloc Partys Signs (Armand Van Helden Remix), das er zusammen mit Kommilitonen von der Filmhochschule für etwa 2000 US-Dollar produzierte. In den Jahren darauf drehte er Musikvideos für Indie-Künstler wie Spoon und St. Vincent, ⁣⁣aber auch für Rapper wie Earl Sweatshirt und Pop-Künstler wie David Guetta.
Neben den Musikvideos inszeniert Murai auch Werbespots, unter anderem für Gillette, Google, Microsoft, Nike und Sonos.
Zusammen mit Donald Glover, für den er zuvor bereits einige Musikvideos inszenierte, arbeitete er seit 2016 an der Fernsehserie Atlanta. Es folgten Regiearbeiten für die Serien Legion und Barry.
Murais erreichte 2018 mit dem kontroversen Musikvideo zu Childish Gambinos This Is America große Aufmerksamkeit. Es wurde knapp zwei Wochen nach der Veröffentlichung über 100 Millionen Mal bei YouTube angesehen.
Im Mai 2018 unterschrieb Murai mit FX Productions einen Produktionsvertrag, bei dem er für FX an neuen Serienkonzepten arbeitet. Zudem ist er in Gesprächen mit 20th Century Studios für seinen ersten Kinofilm.
Im April 2019 erschien der von Murai inszenierte Musikfilm Guava Island mit Glover und Rihanna.
Seit Dezember 2021 läuft bei HBO Max die Miniserienumsetzung des Romans Station Eleven von Emily St. John Mandel, bei der Murai als Executive Producer und teilweise Regisseur fungiert.

## Filmografie
| Jahr | Titel                           | Künstler                           | Regie   | Kamera | Quelle |
| ---- | ------------------------------- | ---------------------------------- | ------- | ------ | ------ |
| 2005 | Small Apartment Party Epiphany  | Make Believe                       | ja Anm. |        | [ 30 ] |
| 2006 | Crooked Teeth                   | Death Cab for Cutie                |         | ja     | [ 31 ] |
| 2006 | Someday You Will Be Loved       | Death Cab for Cutie                |         | ja     | [ 32 ] |
| 2006 | Cobrastyle                      | Teddybears                         |         | ja     | [ 33 ] |
| 2007 | Living a Lie                    | Aqueduct                           |         | ja     | [ 34 ] |
| 2009 | Submarine Symphonika            | The Submarines                     |         | ja     | [ 35 ] |
| 2009 | Signs (Armand Van Helden Remix) | Bloc Party                         | ja      |        | [ 36 ] |
| 2009 | Me-Time                         | Busdriver                          | ja      |        | [ 37 ] |
| 2009 | Heartless                       | The Fray                           | ja      |        | [ 38 ] |
| 2009 | Unbalanced Pieces               | Soulsavers                         | ja      |        | [ 39 ] |
| 2009 | Staying in Love                 | Raphael Saadiq                     | ja      |        | [ 40 ] |
| 2010 | Airplanes                       | B.o.B feat. Hayley Williams        | ja      |        | [ 41 ] |
| 2010 | DJ Got Us Fallin’ in Love       | Usher feat. Pitbull                | ja      |        | [ 42 ] |
| 2010 | The Show Goes On                | Lupe Fiasco                        | ja      |        | [ 43 ] |
| 2011 | Stereo Hearts                   | Gym Class Heroes feat. Adam Levine | ja      |        | [ 44 ] |
| 2012 | Shady Love                      | Scissor Sisters vs. Krystal Pepsy  | ja      |        | [ 45 ] |
| 2012 | Mind Control                    | Friends                            | ja      |        | [ 46 ] |
| 2012 | It’s Only Life                  | The Shins                          | ja      |        | [ 47 ] |
| 2012 | She Wolf (Falling to Pieces)    | David Guetta feat. Sia             | ja      |        | [ 48 ] |
| 2012 | Chum                            | Earl Sweatshirt                    | ja      |        | [ 49 ] |
| 2012 | Cheerleader                     | St. Vincent                        | ja      |        | [ 50 ] |
| 2013 | Hive                            | Earl Sweatshirt                    | ja      |        | [ 51 ] |
| 2013 | High Road                       | Cults                              | ja      |        | [ 52 ] |
| 2013 | 3005                            | Childish Gambino                   | ja      |        | [ 53 ] |
| 2014 | Smooth Sailing                  | Queens of the Stone Age            | ja      |        | [ 54 ] |
| 2014 | Sweatpants                      | Childish Gambino                   | ja      |        | [ 55 ] |
| 2014 | Do You                          | Spoon                              | ja      |        | [ 56 ] |
| 2014 | Gold                            | Chet Faker                         | ja      |        | [ 57 ] |
| 2014 | #CAKE                           | Shabazz Palaces                    | ja      |        | [ 58 ] |
| 2014 | Never Catch Me                  | Flying Lotus                       | ja      |        | [ 59 ] |
| 2014 | Telegraph Ave                   | Childish Gambino                   | ja      |        | [ 60 ] |
| 2015 | Sober                           | Childish Gambino                   | ja      |        | [ 61 ] |
| 2015 | Grief                           | Earl Sweatshirt                    | ja      |        | [ 62 ] |
| 2016 | Take It There                   | Massive Attack                     | ja      |        | [ 63 ] |
| 2016 | Day Ones                        | Baauer                             | ja      |        | [ 64 ] |
| 2016 | Black Man in a White World      | Michael Kiwanuka                   | ja      |        | [ 65 ] |
| 2017 | Dis Generation                  | A Tribe Called Quest               | ja      |        | [ 66 ] |
| 2018 | This Is America                 | Childish Gambino                   | ja      |        | [ 67 ] |
| 2020 | Sad Day                         | FKA twigs                          | ja      |        | [ 68 ] |

| Jahr | Titel        | Regisseur | Produzent | Executive Producer | Anmerkung                                           | Quelle |
| ---- | ------------ | --------- | --------- | ------------------ | --------------------------------------------------- | ------ |
| 2019 | Guava Island | ja        |           | ja                 | 56 Minuten langer Musikfilm für Amazons Prime Video | [ 27 ] |

| Jahr      | Titel                         | Regisseur | Produzent | Executive Producer | Anmerkung                                                                                                  | Quelle        |
| --------- | ----------------------------- | --------- | --------- | ------------------ | --- | ------------- |
| 2016–2022 | Atlanta                       | ja        | ja        | ja                 | Führte bei 26 Episoden Regie, produzierte zehn Episoden und fungierte bei 24 Folgen als Executive Producer | [ 69 ] [ 70 ] |
| 2017      | Legion                        | ja        |           |                    | Episode: Kapitel 6 (Chapter 6)                                                                             | [ 71 ]        |
| 2017      | Sea Oak                       | ja        |           | ja                 | Pilotfolge für Amazon Video                                                                                | [ 72 ]        |
| 2017      | Snowfall                      | ja        |           |                    | Episode: Verlorene Unschuld (Trauma)                                                                       | [ 73 ]        |
| 2018–2019 | Barry                         | ja        |           |                    | Vier Episoden                                                                                              | [ 22 ]        |
| 2021      | Station Eleven                | ja        |           | ja                 | Führte bei zwei Episoden Regie und fungierte bei 10 Folgen als Executive Producer                          | [ 28 ]        |
| 2022      | The Bear: King of the Kitchen |           |           | ja                 | Acht Episoden                                                                                              | [ 70 ]        |

## Auszeichnungen
Emmy
- 2017: Nominierung in der Kategorie Comedyserie für Atlanta (als Produzent)[74]
- 2018: Nominierung in der Kategorie Regie für eine Comedyserie – für die Folge Teddy Perkins von Atlanta[74]

Grammy Awards
- 2019: Auszeichnung in der Kategorie Best Music Video für This Is America von Childish Gambino[75]

MTV Video Music Awards
- 2018: Auszeichnung in der Kategorie Best Direction für This Is America von Childish Gambino[76]

MVPA Award
- 2009: Auszeichnung in der Kategorie Best Video Produced Under 25K für Heartless von The Fray[77]
- 2013: Auszeichnung in der Kategorie Best Electronic Video für She Wolf (Falling to Pieces) von David Guetta feat. Sia[78]

UK Music Video Awards
- 2014: Auszeichnung in der Kategorie Best Director[79]
- 2014: Auszeichnung in der Kategorie Best Rock/Indie Video – International für Smooth Sailing von Queens of the Stone Age[79]